# William R. Poage

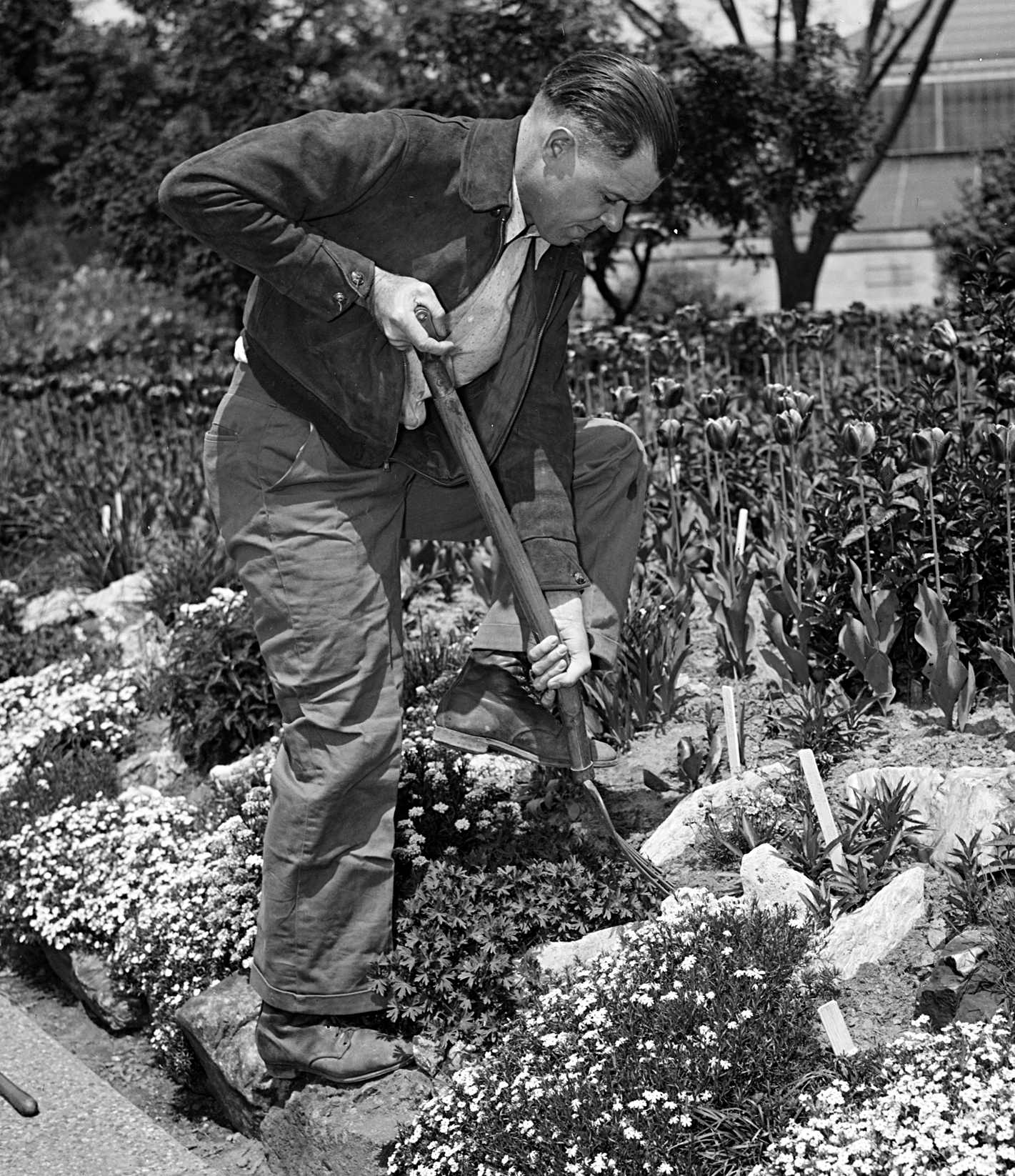
William R. Poage bei der Gartenarbeit (1937)

William Robert Poage (* 28. Dezember 1899 in Waco, Texas; † 3. Januar 1987 in Temple, Texas) war ein US-amerikanischer Politiker. Er vertrat den Bundesstaat Texas als Abgeordneter im US-Repräsentantenhaus.

## Werdegang
William Poage wurde 1899 in Waco geboren. Danach zog seine Familie 1901 in das Throckmorton County, wo sie sich nahe Woodson niederließen. Poage besuchte die Dorfschule im Throckmorton County. Während des Ersten Weltkrieges diente er als Gefreiter in der United States Navy.
Nach dem Krieg besuchte er die University of Texas at Austin und die University of Colorado at Boulder. Danach erhielt er 1921 einen Abschluss als Bachelor of Arts an der Baylor University in Waco. Anschließend beschäftigte er sich von 1920 bis 1922 mit der Landwirtschaft. Danach nahm er eine Stellung als Lehrer für Geologie an der Baylor University an, die er von 1922 bis 1924 ausübte. Ferner machte er 1924 seinen Bachelor of Laws an der Rechtsabteilung der Baylor University. Seine Zulassung als Anwalt erhielt er im selben Jahr und eröffnete eine Praxis in Waco. Er unterrichtete ab 1924 bis 1928 Jura an der Baylor University. Des Weiteren war er von 1925 bis 1929 Abgeordneter im Repräsentantenhaus von Texas und gehörte von 1931 bis 1937 dem Staatssenat an.

## Politik

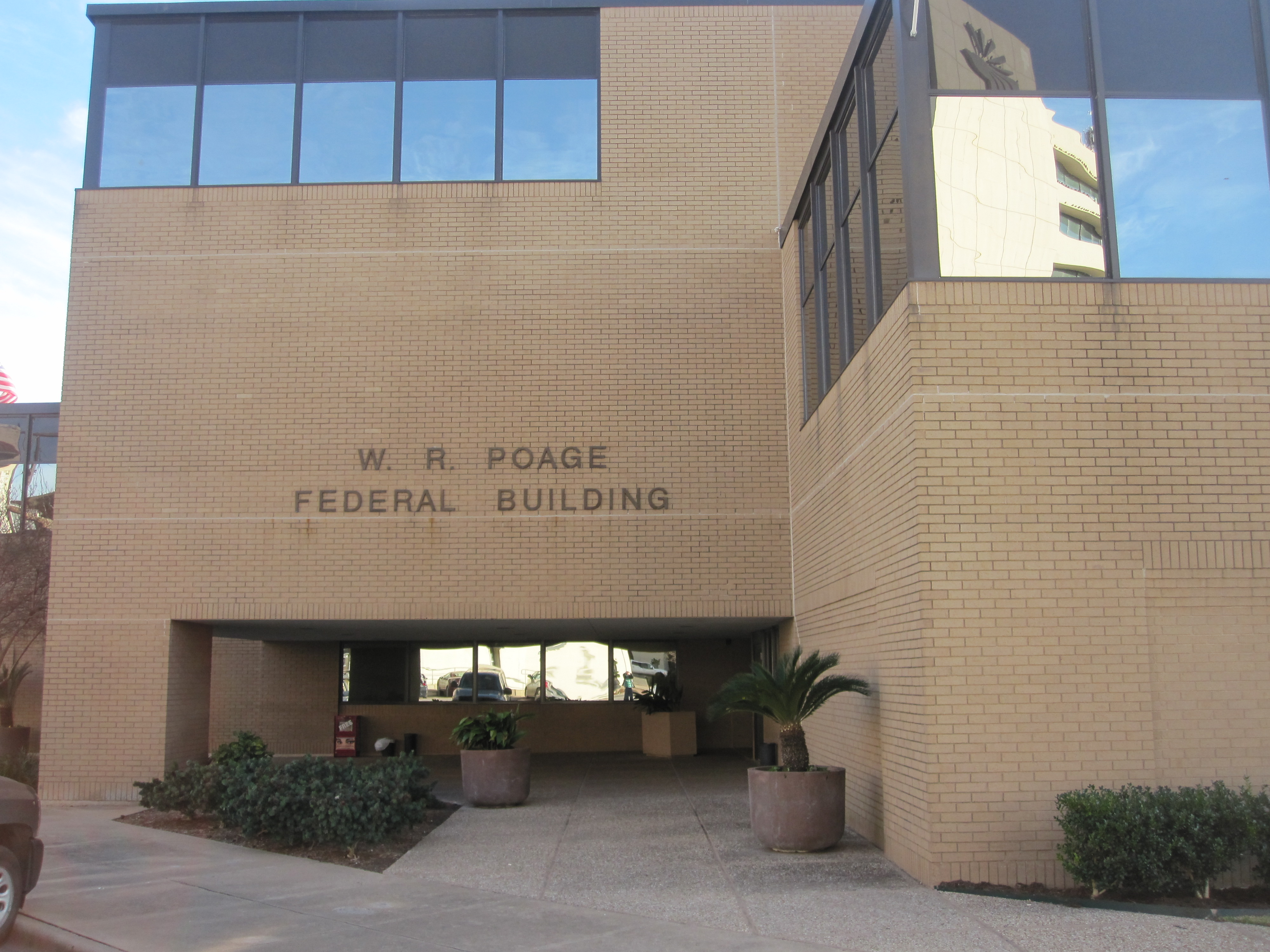
Das W.R. Poage Federal Building in Temple

Poage war 1922 Delegierter im Demokratenkonvent von Texas. In den Jahren 1956, 1960 und 1964 war er auch Delegierter zu den Democratic National Conventions. Er wurde als Demokrat in den 75. und die 20 nachfolgenden Kongresse gewählt. Seine Amtszeit dauerte vom 3. Januar 1937 bis zu seinem Rücktritt am 31. Dezember 1978. Er entschloss sich 1978 für den 96. Kongress nicht zu kandidieren. In seiner Amtszeit war er Vorsitzender des Committee on Agriculture (90. bis 93. Kongress). Des Weiteren beteiligte er sich 1956 nicht an der Verfassung des Southern Manifesto, das sich gegen die Rassenintegration an öffentlichen Einrichtungen aussprach.
William Poage verstarb am 3. Januar 1987 in seinem Wohnort Temple. Er wurde auf dem Oakwood Cemetery in Waco beerdigt. In Temple wurde ein Bundesgebäude nach ihm benannt.